# Isla de Moore
La Isla de Moore (en inglés: Moore's Island, también llamada Morés Island) es una isla de las Bahamas situada en el oeste del archipiélago de las Islas Ábaco. La principal aglomeración de la isla se llama a Hard Bargain.
La isla es poco turística debido a la falta de agua potable, por lo que su principal sustento económico es la pesca. La Isla de Moore no tiene habitantes permanentes, sino alberga de manera estacional a algunos pescadores bahameños y a algunos turistas.
La isla sufrió importantes daños en 2004, en el paso de los huracanes Frances y Jeanne.

## Distrito
Moore' s Island es uno de los 32 distritos de las Bahamas. Está formado por Isla de Moore así como algunos islotes localizados a su alrededor alrededor. Su número de identificación en el mapa que aparece en pantalla es el 20.